# Asperula suberosa
Asperula suberosa är en måreväxtart som beskrevs av John Sibthorp och James Edward Smith. Asperula suberosa ingår i släktet färgmåror, och familjen måreväxter. Inga underarter finns listade i Catalogue of Life.